# バール・サンドリオン
『バール・サンドリオン』はKiss-FM KOBEでかつて放送されたラジオドラマ。架空のバーを舞台にし、ジャズの選曲を織り交ぜながらバーテンダーと客の会話を通した人間の心の機微を綴った。

## 番組の内容
- 当初は毎日の1時間番組であった。その後、週末のみの放送となり、末期は30分番組となった。
- 1995年1月からラジオドラマは休止。マスターが語りかける形となった。その後、1月17日の阪神・淡路大震災を機に番組自体が一時休止となる。1997年4月に約2年ぶりに復活したが、2000年3月31日の放送をもって番組が終了。(名目上はマスターが一人旅に出るというもの)また、番組終了後の2002年10月には特別番組として1日だけ復活した。
- 大震災前は旧居留地のシーサイドの店、大震災後は北野町山本通に移転し新装オープンした設定。同時に男性バーテンダーに交代。

### コンセプト
- 番組のコンセプトは、"24時過ぎのシンデレラ"。なお、タイトル"Bar Cendriillon"は「シンデレラのバー」という意味である。
- 当初、番組は24:00から放送開始であった。冒頭は物語「シンデレラ」を思わせる鐘の音で始まる。
- 「24時を過ぎてもシンデレラでいたい」という、女性の気持ち（女性達の様々な悩みや、その女性達と恋をする男性達の切ない気持ち）などを、バーテンダーと客の会話で表現した。

## 出演者
- 当初のバーテンダーは女性で、声の出演は女優の久仁亮子。
- 震災後の再開時には、男性バーテンダーに交代。同時に久仁はオーナーとなり、時折店に顔を出す設定に変更された。

## 放送時間
- 放送開始から1995年1月までは、毎日深夜24:00 - 25:00。
- 1997年4月のタイムチャートでは、土曜日深夜（日付上は日曜日、以下同様）24:00 - 24:30。
- 1998年1月のタイムチャートでは、土曜日深夜24:00 - 25:00。
- 1998年12月のタイムチャートでは、土曜日深夜26:00 - 26:30。

## エピソード
- 本来ジャズを選曲しているが、1994年12月度の最終放送は、1970年代の関西フォークグループ・三輪車の「水色の街」であった。
- 1994年12月19日 - 23日にかけての放送では“Bar Cendriillon Mystery Week「サンタが死んだクリスマス」”と題したミステリーイベントを放送。放送はミステリーの『問題編』。12月25日に京都全日空ホテルでミステリーイベント「ラビリンス・ナイト」を催して結末を明らかにする企画が行われた。